# Горшково (Дмитровский городской округ)
 Горшково — посёлок (до 1 января 2011 года — деревня) в Дмитровском районе Московской области, в составе городского поселения Дмитров. В 1994—2006 годах входил в состав Настасьинского сельского округа.
В Горшкове имеются отделение почтовой связи, Дом культуры, амбулатория, отделение Сбербанка, детский сад № 72 Росинка, сельская библиотека — филиал № 52 (Настасьинская библиотека).

## География
Посёлок расположен в центральной части района, примерно в 6 км западнее Дмитрова, на водоразделе, у истоков безымянных ручьёв бассейна Яхромы, высота центра над уровнем моря 187 м. 
Ближайшие населённые пункты — примыкающие на востоке Савелово и Сысоево, на севере — Матвеево и на западе Подмошье. Через посёлок проходит автодорога А108 (Московское большое кольцо).

## Население
| 2002 | 2006  | 2010  |
| ---- | ----- | ----- |
| 2749 | ↗2823 | ↘2386 |